# Dischides dichelus
Dischides dichelus är en blötdjursart som först beskrevs av Watson 1879.  Dischides dichelus ingår i släktet Dischides och familjen Gadilidae. Inga underarter finns listade i Catalogue of Life.